# Kailua
Kailua est une ville de l'État d'Hawaï, aux États-Unis. Elle est située sur la côte nord-est de l'île d'Oahu, à 10 kilomètres de Honolulu. En 2002, Kailua comptait 36 513 habitants.
Le nom « Kailua » veut dire « deux mers » en hawaïen. 
Il y a deux autres lieux en Hawaï qui portent le nom « Kailua » :
- Un petit village sur la côte nord-est de l'île de Maui.
- La ville principale de la côte occidentale de l'île d'Hawaï, connue officiellement sous le nom « Kailua-Kona » pour la distinguer de Kailua sur l'île d'Oahu.

La plage de Kailua, Kailua Beach, est réputée.

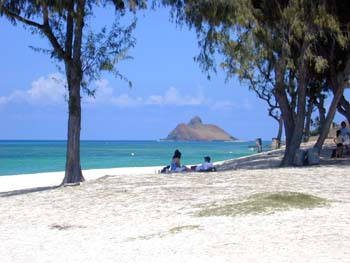
Vue de la plage de Kailua et de l'îlot Moku nui, l'un des Nā Mokulua.